# Фридрих Франц II (великий герцог Мекленбург-Шверина)
Фридрих Франц II Мекленбургский (нем. Friedrich Franz II. von Mecklenburg; 28 февраля 1823, Людвигслюст — 15 апреля 1883, Шверин) — великий герцог Мекленбург-Шверинский с 7 марта 1842 года. Представитель онемеченной бодричанской династии Никлотовичей. По женской линии — правнук российского императора Павла I. Союзник Российской империи.

## Биография
Фридрих Франц родился 28 февраля 1823 года. Окончил дрезденскую гимназию, Блохманский институт в Дрездене и поступил в Боннский университет. Однако, проучившись три семестра, в связи со смертью отца вступил на престол в девятнадцатилетнем возрасте.
Фридрих Франц поддерживал связи с Домом Романовых, в 1843 году почти месяц гостил в России. Императором Николаем I 10 июня 1843 года был назначен шефом Московского карабинерного полка, который был переименован в Карабинерный грос-герцога Фридриха Мекленбургского полк.
В 1849 году Фридрих Франц заключил военную конвенцию с Пруссией.
После революции 1848 года он хотел провести либеральную реформу государственного управления в Мекленбурге, но ничего не мог сделать вследствие сильного противодействия дворянства, поддерживаемого тогдашней реакционной политикой Пруссии и Австрии. Хотя испуганное событиями 1848 года дворянство и согласилось было сначала на составление конституции, но, после повсеместного торжества реакции в Германии, конституция не была введена, и Фридрих Франц вынужден был восстановить прежнее государственное устройство. 
Во время его правления в герцогстве была проложена сеть железных дорог, на острове Шверинер-Зе построен пышный Шверинский замок. Фридрих Франц даровал своему герцогству конституцию.
В 1864 году он принимал участие в походе против Дании, находясь при главной квартире фельдмаршала Врангеля. 
Во время войны 1866 года с Австрией Фридрих Франц командовал второй прусской резервной армией, с которой двинулся в Баварию и занял Нюрнберг. 
С открытием франко-прусской войны Фридриху Францу была поручена защита береговой полосы, а когда это оказалось излишним, он был назначен командиром 13-го армейского корпуса и принял участие в осаде Меца; затем руководил осадой Туля и Суассона. В октябре ему было поручено командование отрядом, действовавшим против французской луарской армии, и он с успехом выполнил свою задачу. Под начальством принца Фридриха-Карла он принимал значительное участие в сражении под Орлеаном, командовал в январе 1871 года левым крылом подошедшей к Ле-Ману армии и после сражения при Ле-Мане занял Алансон и Руан. 
Позже был генерал-инспектором второй армейской инспекции.
В прусской армии имел чин генерал-полковника и почетный чин генерал-полковника в ранге генерал-фельдмаршала (2 сентября 1873 года), полученный им за участие во франко-прусской войне. Российский император Александр II 8 октября 1870 года за отличия в этой войне пожаловал Фридриху Францу орден св. Георгия 3-й степени (№ 515 по кавалерскому списку Судравского).
6 марта 1842 года был награждён орденом Св. Андрея Первозванного.
Умер 15 апреля 1883 года.

## Воинские звания
- 19 марта 1842 — генерал-майор (прусской службы)
- 5 сентября 1848 — генерал-лейтенант (прусской службы)
- 12 июля 1855 — генерал пехоты (прусской службы)
- 2 сентября 1873 — генерал-полковник пехоты в звании генерал-фельдмаршала (Generaloberst der Infanterie mit dem Rang eines Generalfeldmarschalls) (прусской службы)

## Семья
Фридрих Франц II был трижды женат. В ноябре 1849 года он женился на Августе Рейсс-Шлейц-Кёстрицской (1822—1862), она скончалась от болезни лёгких. Дети:
- Фридрих Франц III Пауль Николай Эрнст Генрих (1851—1897)
- Пауль Фридрих Вильгельм Генрих (1852—1923)
- Мария Александрина Элизавета Элеонора (Мария Павловна) (1854—1920), замужем за великим князем Владимиром Александровичем
- Николай (1855—1856)
- Иоганн Альберт Эрнст Константин Фридрих Генрих (1857—1920)
- Александр (1859–1859)

Второй раз в июле 1864 года на своей троюродной сестре Анне Гессен-Дармштадтской (1843—1865), которая умерла при родах первого ребёнка. Их общим прадедом был прусский король Фридрих Вильгельм II. Дочь:
- Анна Елизавета Августа (1865—1882)

Третья жена — Мария Шварцбург-Рудольштадтская (1850—1922). Супруги приходились друг другу братом и сестрой в четвёртом и пятом колене, их общими предками были ландграфы Гессен-Дармштадские Людвиг VIII и Людвиг IX. Дети:
- Елизавета Александрина (1869—1924)
- Фридрих Вильгельм (1871—1897)
- Адольф Фридрих Альбрехт Генрих (1873—1969)
- Генрих Владимир Альбрехт Эрнст (1876—1934), женился на королеве Нидерландов Вильгельмине.